# Église Saint-Pierre de Géfosse-Fontenay
Pour les articles homonymes, voir Église Saint-Pierre.
L'église Saint-Pierre est une église catholique située à Géfosse-Fontenay, en France. Elle est partiellement inscrite au titre des Monuments historiques.

## Localisation
L'église est située dans le département français du Calvados, sur le territoire de Géfosse-Fontenay, au lieu-dit l'Église, entre les lieux-dits le Bas de Géfosse et la Rivière. Il s'agit de l'église de l'ancienne paroisse de Géfosse, commune fusionnée avec Fontenay en 1861. L'église de Fontenay, dont le vocable était également Saint-Pierre, a été détruite.

## Architecture
Le chœur est inscrit au titre des Monuments historiques depuis le 18 mars 1927.